# Шейла Кастро
Шейла Кастро  (порт. Sheilla Tavares de Castro, як гравець відома під іменем Шейла (порт. Sheilla), 1 липня 1983) — бразильська волейболістка, олімпійська чемпіонка.

## Виступи на Олімпіадах
| Олімпіада   | Дисципліна | Місце |
| ----------- | ---------- | ----- |
| Пекін 2008  | волейбол   | 1     |
| Лондон 2012 | волейбол   | 1     |
| Ріо 2016    | волейбол   | 5     |